# Nogliki
Nogliki (ros. Ноглики) – osiedle typu miejskiego w Rosji, w obwodzie sachalińskim, na wyspie Sachalin. 10 854 mieszkańców. Założone w latach 40. XX wieku w związku z podjęciem eksploatacji złóż ropy naftowej.